# SWAN SONG (メガマソの曲)
『SWAN SONG』（スワンソング）は、日本のヴィジュアル系ロックバンドであるメガマソが2012年7月18日にリリースした通算11枚目のシングルである。

## 概要
- 前作『雪はまだ降り注いでいるか?』まではエイベックスでリリースしメジャーで活動していたメガマソだったが、今作よりタイムリーレコードからのリリースとなり、インディーズに回帰した最初のシングルとなっている。
- そして、本作と『ベゾアルステーン』『WINTER HOLLOW』の3作は三部作としてリリースされ、一連の物語となっているが、これは涼平が楽曲ごとに夏、秋、冬と季節を分けたかったためであり、本作のテーマとなっている季節は夏である[1]。

## 販売形態
- SWAN SONG 初回盤 （CD+DVD）
- SWAN SONG 通常盤 （CD）

## 収録曲

### 初回盤
1. SWAN SONG
  - 作詞・作曲：涼平
  - 曲名は、「白鳥は死ぬ時に美しい声で鳴く」というヨーロッパの伝承から転じて、（特に、詩人や作曲家が手がけた）最後の作品（遺作）を意味する言葉（詳しくは「白鳥の歌」を参照）であり、涼平は自身のブログで「メガマソの最後の作品という意味ではありません」と断りを入れつつ、「もし今僕らが作っている作品が（たとえば）ある日地球が消えて、メガマソ最後の作品になってしまったとしても、常に最新の作品は自身の最高傑作と思えるクオリティの作品を作り続けている、そうありたい。という気持ちの表れとなっています。」と解説している[2]。
2. キュラーマン
  - 作詞・作曲：涼平
  - キュラーマンについては自身のブログで「鳥の羽根と謎の覆面をつけた妖精。覆面をとると美しい顔が出てくる。空も飛ぶ。彼女は謎が非常に多い(^O^)[3]」と解説している。
  - ちなみに、涼平は自身が使用しているギターにもキュラーマンという名前をつけている[4]。
3. [Secret Track]
インストゥルメンタル作品。曲名の通りシークレットトラックであり、ジャケットや歌詞カードには記載されていない。

- DVD
  - 「SWAN SONG」 (ミュージック・ビデオ）

### 通常盤
1. SWAN SONG
2. キュラーマン
3. Kiss-go-round
  - 作詞・作曲：インザーギ